# Aeroportul Pardubice
Aeroportul Pardubice (IATA: PED, ICAO: LKPD) este un aeroport din Třebosice⁠(d), Pardubice District⁠(d), Pardubice, Cehia ce deservește zona Pardubice. Aeroportul a fost tranzitat în 2021 de 80.796 de pasageri. A fost deschis în 1995 și numit după zona deservită.
Situat la o altitudine de 225 m, aeroportul dispune de 1 pistă. Este operat de Q115701633⁠(d).

## Infrastructură

### Piste
Aeroportul dispune de o singură pistă. Pista 09/27 are suprafața de beton și dimensiunile 2.500 m × 74 m. 